# Ojos de Agua (Honduras)
Ojos de Agua è un comune dell'Honduras facente parte del dipartimento di Comayagua.
Fondato nel 1827, nella suddivisione amministrativa del 1889 appariva come facente parte del Distretto facente capo a Meámbar.